# Universidad Iberoamericana de Ciencias y Tecnología
Universidad Iberoamericana de Ciencias y Tecnología – prywatna uczelnia w Chile, zlokalizowana w Santiago. 